# Hinterkaifeck

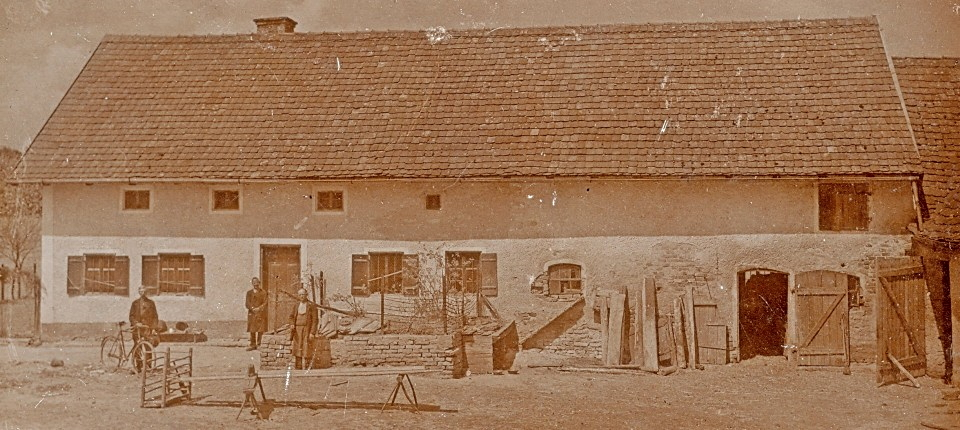
Hinterkaifeck

Hinterkaifeck est le nom donné à une petite ferme située entre les villes bavaroises de Ingolstadt et Schrobenhausen (environ 70 km au nord de Munich) qui a été le théâtre de l'un des crimes les plus énigmatiques de l'histoire allemande. Dans la soirée du 31 mars 1922, les six habitants de la ferme ont été tués avec une pioche. Le meurtre n'a jamais été élucidé.
Les six victimes étaient l'agriculteur Andreas Gruber (63 ans), son épouse Cäzilia (72 ans), leur fille veuve Viktoria Gabriel (35 ans) et ses deux enfants, Cäzilia (7 ans) et Josef (2 ans) ainsi que la femme de chambre Maria Baumgartner (44 ans). Il est possible que le petit Josef ait été le fils de Viktoria et de son père Andreas, avec qui elle a une relation incestueuse (ils ont d'ailleurs été condamnés tous les deux en mai 1915 pour inceste). Un autre père possible est un amant de Viktoria et voisin, Lorenz Schlittenbauer.
Hinterkaifeck n'a jamais été un toponyme officiel. Le nom a été utilisé pour la ferme à distance du hameau de Kaifeck, située près de 1 km au nord de la partie principale (deux autres fermes) de Kaifeck et cachée dans les bois (le préfixe Hinter signifie derrière en allemand). Le hameau faisait partie de la ville de Wangen, qui a été incorporée dans la commune de Waidhofen en 1971.

## Les meurtres
Quelques jours avant le crime, l'agriculteur Andreas Gruber raconte à ses voisins avoir découvert des empreintes de pas dans la neige menant de la lisière de la forêt à la ferme, mais sans traces repartant de la ferme. Il signale également des bruits dans le grenier et déclare avoir trouvé un journal inhabituel. De plus, les clés de la maison ont disparu plusieurs jours avant les meurtres. Aucun de ces éléments n'a été signalé à la police.
Six mois plus tôt, la femme de chambre avait quitté la ferme, prétextant qu'elle était hantée. La nouvelle domestique, Maria Baumgartner, est arrivée à la ferme le 31 mars, quelques heures seulement avant sa mort.
Le déroulement exact des meurtres reste mal déterminé. Il semblerait que le soir du 31 mars, les propriétaires, leur fille Viktoria et sa fille Cäzilia ont été attirés dans la grange, un par un, où ils ont été tués. L'(ou les) assassin(s) est alors entré dans la maison où il a tué le petit Josef qui dormait dans son lit dans la chambre de sa mère, ainsi que la femme de ménage, Maria Baumgartner, dans sa chambre à coucher.
Les jours suivants, le voisinage est surpris de ne voir personne de la ferme depuis plusieurs jours. Le facteur a remarqué que le courrier du samedi précédent était toujours là où il l'avait laissé. En outre, la jeune Cäzilia n'a pas été à l'école, ni le samedi, ni le lundi. Le mardi 4 avril, des voisins se présentent à la ferme et découvrent le massacre.

## L'enquête
Le 6 avril 1922, le Dr Johann Baptist Aumüller (médecin de la cour) effectue les autopsies dans la grange. Il établit que la pioche est l'arme la plus probable. Les cadavres sont décapités après l'autopsie, et les crânes envoyés à Munich. L'autopsie révèle que la jeune Cäzilia a survécu pendant plusieurs heures après l'agression, allongée dans la paille, à côté des corps de ses grands-parents et de sa mère ; elle se serait arraché les cheveux par touffes entières.
Il semble que le (ou les) assassin(s) soit resté(s) dans la ferme pendant plusieurs jours : quelqu'un a nourri le bétail et mangé de la nourriture dans la cuisine. Les voisins ont également vu de la fumée sortir de la cheminée pendant le weekend.
La police pense d'abord au vol comme mobile. Ils interrogent plusieurs habitants des villages environnants, ainsi que des colporteurs et des vagabonds. La théorie de vol est cependant abandonnée quand une grosse somme d'argent est retrouvée dans la maison.
L'inspecteur Georg Reingruber et ses collègues de la police de Munich vont déployer d'immenses efforts sur cette enquête. Plus de 100 suspects seront interrogés durant plusieurs années, en vain. L'interrogatoire le plus récent a eu lieu en 1986, sans plus de succès.

## Hypothèses
Karl Gabriel, le mari de Viktoria, a été déclaré mort durant la Première Guerre mondiale en France en 1914, mais son corps n'a jamais été retrouvé. Une des hypothèses est qu'il ne serait pas mort et serait l'assassin.
Lorenz Schlittenbauer a également figuré dans la liste des suspects, sans que sa responsabilité soit finalement établie.
En 2007, les étudiants de l'Académie de police de Fürstenfeldbruck ont enquêté sur le cas avec des techniques modernes d'investigation criminelle. Ils conclurent qu'il est impossible de résoudre complètement le crime après tant d'années en raison de manque de preuves, des méthodes d'enquête assez primitives, des preuves perdues et de la mort des éventuels suspects. Néanmoins, ils sont parvenus à établir un suspect principal, sans le nommer dans le rapport par respect pour des parents encore en vie.
À ce jour, plusieurs chercheurs amateurs continuent d'enquêter sur l'affaire.

## Évocations artistiques
- La Ferme du crime (Tannöd), roman écrit par Andrea Maria Schenkel en 2006, retraçant l'histoire à la manière d'un reportage
- Le crime est le sujet de l'épisode 3 de la seconde saison de la série Mythes et Croyances, de 2018.
- Nous sommes les chasseurs, roman écrit par Jérémy Fel, édité le 6 octobre 2021 fait mention de cette affaire lors de son deuxième chapitre.
- A Cold Spring Day in '22, titre de l'album CRIME SCENE (2023) du groupe de rock progressif allemand RPWL évoquant cette affaire.
- Horreur à Kaifeck, (titre original : Hinter Kaifeck), film allemand réalisé par Esther Gronenborn, sorti en 2009 et inspiré par le crime de Hinterkaifeck.
- Hinterkaifeck (2013) est un EP du groupe de folk rock Giles Corey, projet solo de Dan Barrett ( Have a nice life)

## Sources et références
- (en) Cet article est partiellement ou en totalité issu de l’article de Wikipédia en anglais intitulé « Hinterkaifeck » (voir la liste des auteurs).
- (de) « Der Mordfall Hinterkaifeck », sur hinterkaifeck.net, site entièrement consacré à l'affaire (consulté le 3 février 2015)